# 쿠어 교구
쿠어 교구(Diocese of Chur)는 스위스 라틴 교회의 교구이다. 이 교구는 스위스 그라우뷘덴 (그리종), 글라루스, 취리히, 중앙 발덴, 옵발덴 및 우리주에 걸쳐 있다.
현대 가톨릭 교구는 신성 로마 제국 국가인 쿠어의 역사적인 주교 관구와 구별되어야 한다.

## 역사
쿠어의 주교는 451/452년에 그 주교인 성 아시모가 밀라노 시노드에 참석했을 때 처음 언급되었지만, 아마도 1세기 전에 존재했을 것이다. 처음에는 밀라노 대주교에게 참정권이 있었지만, 베르됭 조약(843) 이후에는 마인츠가 참정권이 되었다. 정치적 변화의 결과로 1803년에 즉시 교황청에 종속되었다.
지역 전통에 따르면 쿠어의 초대 주교는 176년경 쿠어에서 순교한 성 루시우스였으며, 그의 유물은 대성당에 보존되어 있다. 성 루시우스는 교구의 주요 후원자로 존경받았다. 이 나라는 기독교 신앙을 위해 매우 혹독한 투쟁을 겪어야 했다. 동고트족의 왕 테오도리크와 그 뒤를 이은 롬바르드족은 6세기와 7세기에 아리우스주의를 도입하려고 시도했다.
주교는 특히 831년에 그의 통치가 제국에만 의존하게 된 후에 곧 큰 세속적 권력을 획득했다. 바르바로사 황제와 교황 알렉산드르 3세 사이의 분쟁에서 쿠어의 에기노 주교는 황제 편에 섰고 1170년에 제국의 왕자의 위엄을 받았다. 주교는 또한 도시의 임시 영주였으며, 몇몇 경우에는 그보다 더 나은 전사였다. 목사. 쿠어의 대주교는 신성로마제국의 독립 국가가 되었고, 그 경계는 교구의 경계와 달랐다.
1367년에 신의 집 연맹은 대성당 지부의 구성원, 주교의 장관, 쿠어 시, 그리고 영주-주교단의 여러 관할 구역에 의해 결성되었다. 그 이유는 주로 해외에 머물렀던 페터 옐리토 주교가 독립 상실이 임박한 상태에서 합스부르크 왕가에 대주교직을 매각하려는 계획에 대해 자신의 신하들로부터 의심을 받았기 때문이다. 대신 페터는 1368년에 로이토미슬의 주교가 되었고 1371년에 마크데부르크의 대주교가 되었다. 1392년에 다음 왕자-주교가 연맹의 명목상 수장이 되었다. 그레이 리그 1395년에 쿠어의 주교단과 벨몬트의 남작, 바즈의 남작, 삭스의 남작, 라준의 남작, 베르덴베르크의 백작, 마치, 디젠티스 수도원 등의 수도원장. 두 리그는 나중에 그라우뷘덴의 스위스 주를 형성한 삼동맹의 일부가 되었다. 사실 지역 귀족이 통치하는 공화국인 삼동맹은 1798년까지 신성 로마 제국의 일부로 남아 있었지만, 1497년부터 구스위스 연방과 동맹을 맺었다. 동맹과 동맹 모두 왕자-주교의 권한을 더욱 제한했다.
14세기와 15세기 스위스의 자유를 위한 투쟁, 그리고 후에 츠빙글리와 칼빈의 비밀 설교는 특히 가톨릭 성직자들이 사람들의 가르침을 등한히 했기 때문에 교구에 큰 해를 끼쳤다. 주교는 몇몇 귀족과 마을이 개신교가된 후인 1526년 종교 개혁을 통해 많은 권력을 잃었다. 종교 개혁은 1524년 쿠어에서 공개적으로 선포되었고, 세인트 마틴과 세인트 레귤라라는 두 개의 가톨릭 교회가 개신교에 넘겨져 오늘날까지 그 소유권을 유지하고 있다. 주교는 달아났고, 그의 행정관인 테오도어 슐레겔 대수도원장은 공개적으로 참수되었다(1529년 1월 1일). 성 카를로 보로메오의 친구인 토마스 플란타 주교, 시도했지만 성공하지 못했다. 그는 1565년 5월 5일 독살된 것으로 추정되어 사망했다. (Camenisch, "Carlo Borromeo und die Gegenreform im Veltlin", 1901년 참조) 20년 후 성 샤를은 카푸친을 멸종 위기 지역으로 보냈지만, 주교 페터 2세는 이를 거부했다. 그들을 인정하기 위해. 그의 후계자인 요한 5세 주교(Flugi d'Aspermont, 1601~27)는 성스럽고 용감한 사람으로 가톨릭 종교를 회복하려고 노력했지만, 세 번(1607, 1612, 1617), 몇년 동안 도피하지 않을 수 없었다. 가톨릭과 개신교 사이에 유혈 전쟁이 벌어졌다. 마지막으로, 새로 세워진 선전성(Congregation of Propaganda)은 카푸친족에게 사람들 사이에서 ‘가톨릭 신앙을 구하라’는 임무를 맡겼다(1621년). 임무의 첫 번째 카푸친 상급자는 성 베드로였다. 그는 쿠어에서 약간 북쪽에 있는 제비스에서 그뤼시로 가던 중 개신교 설교자들의 설교가 분노하게 만든 농민들에게 살해당했다(1622년 4월 24일). 이 순교자의 일부 유물은 쿠어 대성당에 보존되어 있다. 두 번째 임무인 교구 남부의 미소코와 칼란카는 1635년에 카푸친가에게 위임되었다. 이 두 임무인 라에티아와 메사우치는 이탈리아 카푸친가의 보살핌을 받는 현이 되었고, 이 지사는 오버바츠와 카마 마을, 둘 다 그라우뷘덴주에 있다.
몇몇 거룩하고 비범한 사람들이 쿠어 교구의 영광에 기여했다. 4명의 주교가 성인으로 추앙받고 있다: 성 아시모 (450년경), 성 발렌티니안 (530–548), 성 우리시시누스 (760년경), 성 아달베르트(1151–60)
성 지기스베르트는 600년경, 성 피르미누스는 1세기 후에 번성했다. 교구에서 두 번째 후원자로 선택한 성 플로리안은 9세기에 살았고, 은둔자 성 제롤드는 10세기에 살았다. 카푸친 테오도시우스 플로렌티니는 1860년부터 사망할 때까지(1865년 2월 15일) 총독으로 매우 뛰어난 선교사였다. 1852년 그는 쿠어에 십자가 병원을 세웠다. 그 전에 그는 이미 두 개의 여성 종교 회중의 기초를 놓았다. 하나는 어린이 교육을 위한 것이고 다른 하나는 병자를 돌보는 것이었다.

## 1906년
"교회 핸드 사전"(뮌헨, 1906)에 따르면 교구의 가톨릭 인구는 약 248,887명(비 가톨릭 신자, 431,367명)이었다. 358명의 재속 사제와 226명의 수도 사제가 약 201개의 본당과 많은 사제와 선교지를 담당했다. 가장 큰 가톨릭 공동체는 취리히(43,655)에 있다. 1906년에는 현의 35개의 카푸친이 79개의 예배당을 관리했다. 아인지델른, 엥겔베르크 및 디젠티스의 3개의 베네딕토회 수도원이 교구 내에 있으며, 작센에 있는 플뤼에의 성 니콜라스 교회와 함께 순례지이다. 슈비츠, 디젠티스, 아인지델른, 엥겔베르그, 자르넨, 그리고 슈탄스. 교구에는 남성 9회, 여성 10회( 프란치스코회, 아우구스티누스 회, 도미니크 회, 베네딕토회 등)와 11개의 회중이 있다.

## 쿠어에서 리히텐슈타인 공국의 분리
1997년에 파두츠 대교구는 교황 요한 바오로 2세에 의해 사도 헌장인 Ad satius consulendum에 의해 세워졌다. 그전에는 쿠어 교구의 리히텐슈타인 총독이었다. 쿠어의 전 주교인 볼프강 하스는 대교구 설립 이후 파두츠의 대주교를 지냈다.

## 주교 목록
교구의 알려진 주교들은 다음 목록에 나와 있다. 재임 기간이나 사망 날짜는 이름 뒤에 표시된다.
1. 아시노 (451)
2. 발렌티안 (548 사망)
3. 파울리누스 (548)
4. 테오도르 (599–603)
5. 빅터 1세 (614)
6. 파스칼리스(7세기 말 3분의 1)
7. 빅토르 2세 (8세기 초)
8. 비길리우스(8세기 전반기)

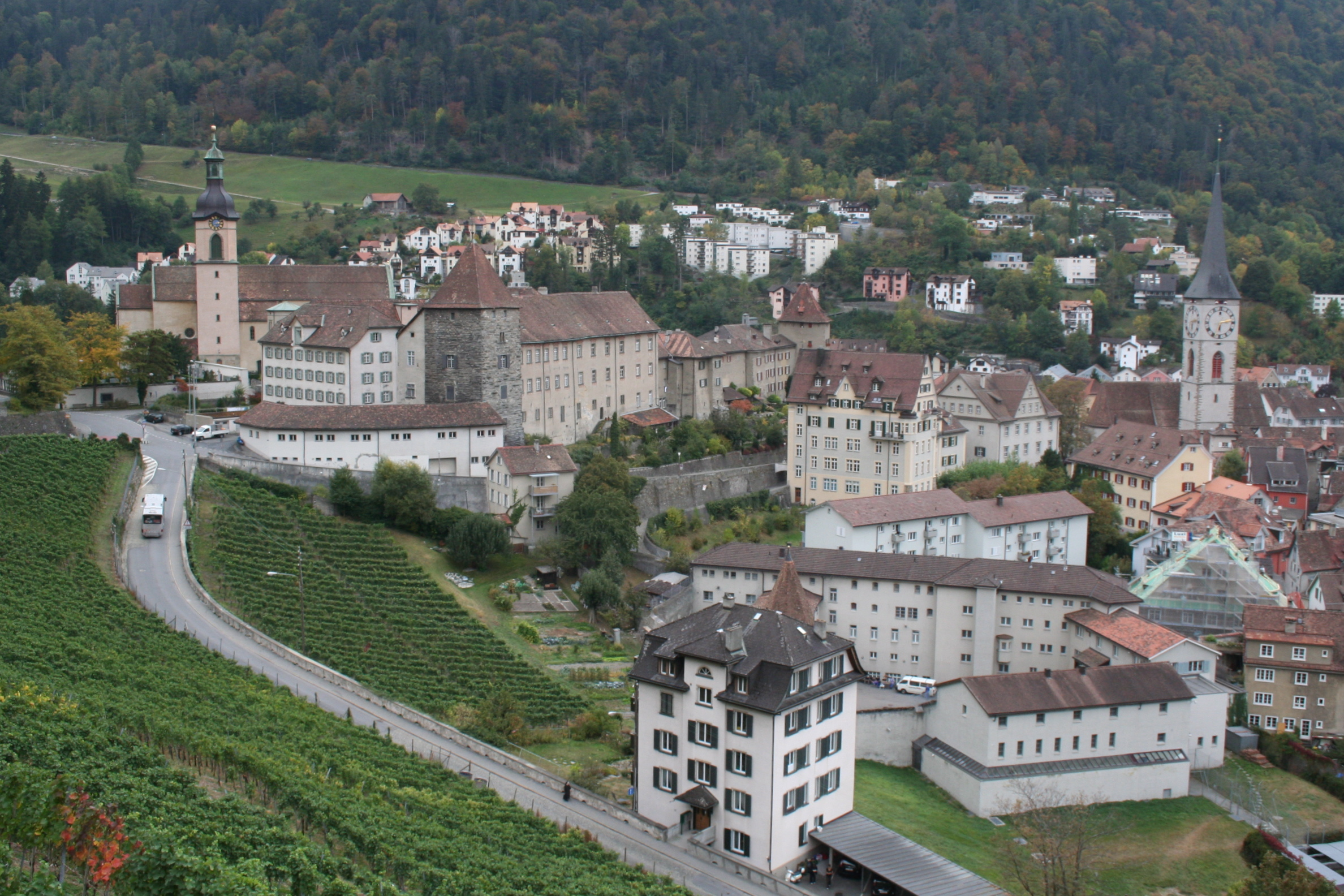
왼쪽: 쿠어에 있는 주교 법원

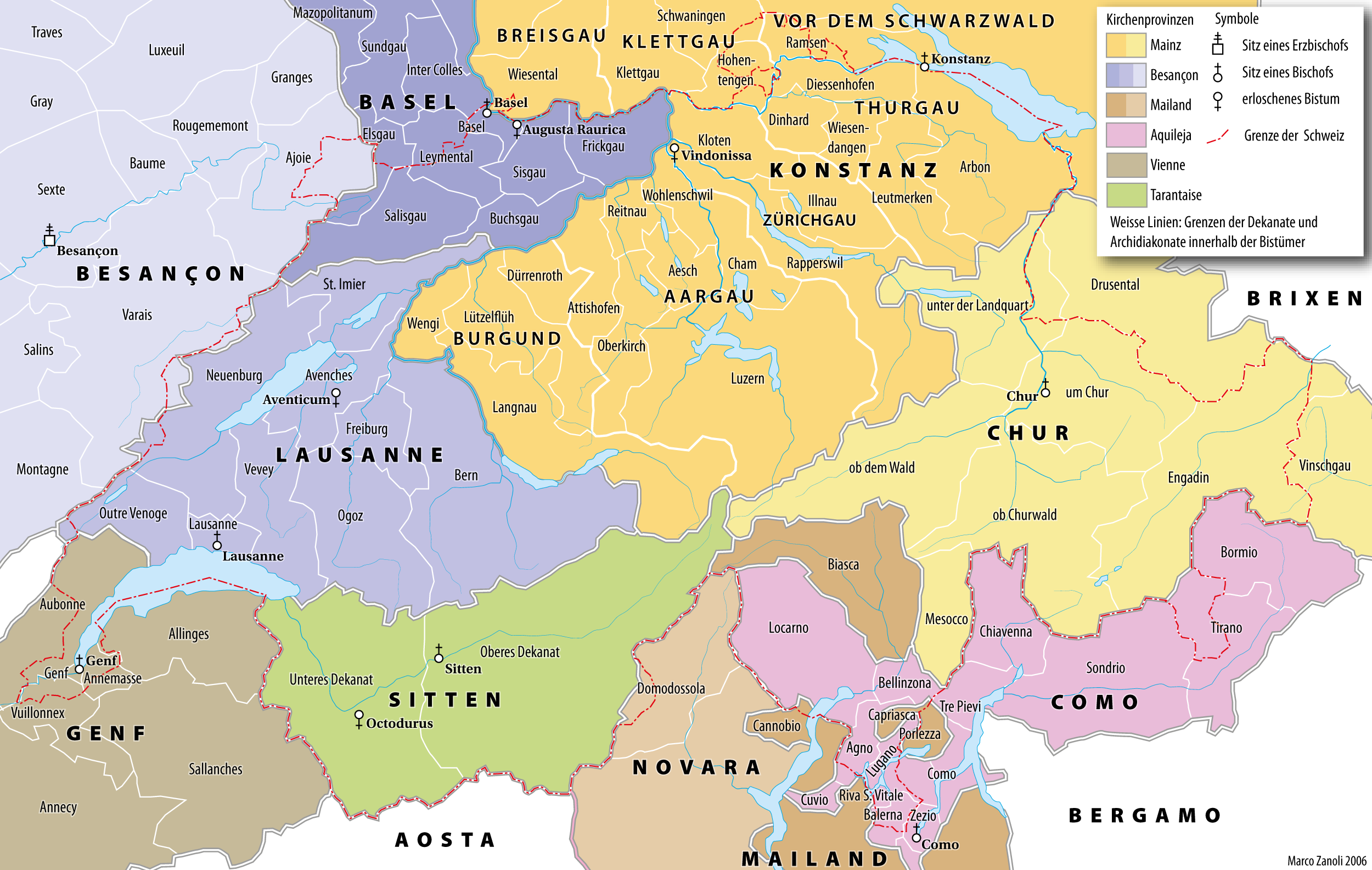
스위스의 역사적인 주교령

9. 텔로 (759/60 – 765, 두 번째 대성당 시작)
10. 콘스탄티우스 (773/74)
11. 레메디우스 (791/96 – 806)
12. 빅토르 3세 (822/23 – 831)
13. 페렌다르 (836–843)
14. 에소 (849-868)
15. 루오트하르 (로타르) (888년 이전에 사망)
16. 디오돌프(테오돌프) (888–913)
17. 왈도 (920-940, 949 사망)
18. 하트버트 (951–972)
19. 힐티발트 (976–988)
20. 울리히 1세 (1006–1024)
21. 루퍼트(?)
22. 하트만 1세(1030-1036, 1039년 사망)
23. 디트마르 폰 몽포르(1040-1061, 1070 사망)
24. 앙리 1세 폰 몽포르 (1070–1078)
25. 노르베르트 (1080-1087, 사망 1088)
26. 울리히 2세 폰 타라프 (1087-1095)
27. 비도 (1096-1122, 초대 주교)
28. 콘라트 1세 폰 비베레그(1123-1142)
29. 콘라트 2세 (1142–1150)
30. 아달고트 (1151–1160)
31. 에렌펠스의 에기노 (1160-1168)
32. 테거펠덴의 울리히 3세 (1170-1179)
33. 브루노 (1180)
34. 아르본의 헨리 2세 (1180, 1192)
35. 아놀드 1세 (1199)
36. 라인허 델라 토레 (1194-1209)
37. 아놀드 2세 폰 마치 (1209-1221)
38. 루돌프 1세 폰 구팅겐, OSB (1224–1226)
39. 베르톨트 폰 헬펜슈타인 (1228-1233)
40. 울리히 4세 폰 키부르크 (1233/34–1237)
41. 볼카드 폰 노이부르크 (1237-1251)